# 萨尔藏
萨尔藏（法語：Sarzens）是瑞士联邦西部法语区的沃州下设的一个镇。在行政上属于布罗瓦-维利区管辖。萨尔藏的总面积为1.44平方公里。截至2010年底，总人口为84。